# Liste der Orte im Landkreis Ahrweiler

Wappen des Landkreises Ahrweiler

Die Liste der Orte im Landkreis Ahrweiler enthält die Städte, Verbandsgemeinden, Ortsgemeinden und Gemeindeteile (Ortsbezirke, Wohnplätze und sonstige Gemeindeteile) im rheinland-pfälzischen Landkreis Ahrweiler.
Es handelt sich dabei um das amtliche Verzeichnis der Gemeinden und Gemeindeteile und setzt sich zusammen aus dem vom Statistischen Landesamt Rheinland-Pfalz geführten amtlichen Namensverzeichnis der Gemeinden und dem vom Landesamt für Vermessung und Geobasisinformation Rheinland-Pfalz geführten amtlichen Verzeichnis der Gemeindeteile.

## Verbandsfreie Gemeinde Grafschaft
Gemeindeteile in der verbandsfreien Gemeinde Grafschaft:
- Bengen (Ortsbezirk)
- Birresdorf (Ortsbezirk)
- Bentgerhof
- Paulshof
- Hof Alte Burg
- Eckendorf (Ortsbezirk)
- Gelsdorf (Ortsbezirk)
- Holzweiler (Ortsbezirk)
- Alteheck
- Esch
- Haus Schönberg
- Mönchescher Hof
- Karweiler (Ortsbezirk)
- Tornfelderhof
- Lantershofen (Ortsbezirk)
- Tonwerk
- Leimersdorf (Ortsbezirk)
- Bartholomäusgrube
- Niederich
- Oeverich
- Beerenhof Schmitt
- Nierendorf (Ortsbezirk)
- Rischmühle
- Herrensteiner Mathildenhof
- Ringen (Ortsbezirk)
- Assbacher Hof
- Beller
- Bölingen
- Graßmühle
- Vettelhoven (Ortsbezirk)
- Höhenhof

## Verbandsfreie Stadt Bad Neuenahr-Ahrweiler
Gemeindeteile in der Stadt Bad Neuenahr-Ahrweiler:
- Ahrweiler (Ortsbezirk)
- Altenwegshof
- Am Kaiserstuhl
- Bachem (Ortsbezirk)
- Bunte Kuh
- Forsthaus Waldwinkel
- Godeneltern
- Hohenzollern (Gaststätte)
- Hühnerfarm Maibach
- Kloster Calvarienberg
- Walporzheim (Ortsbezirk)
- Bad Neuenahr (Ortsbezirk)
- Gimmigen (Ortsbezirk)
- Landgut Landskronerhof
- Heimersheim (Ortsbezirk)
- Apollinarisbrunnen
- Ehlingen
- Heppingen (Ortsbezirk)
- Kirchdaun (Ortsbezirk)
- Lohrsdorf (Ortsbezirk)
- Green
- Landgut Köhlerhof
- Ramersbach (Ortsbezirk)

## Verbandsfreie Stadt Remagen
Gemeindeteile in der Stadt Remagen:
- Bandorf (Teil aus Ortsbezirk 3)
- Schmelzmühle
- Kripp (Ortsbezirk 1)
- Oberwinter (Teil aus Ortsbezirk 3)
- Oedingen (Ortsbezirk 4)
- Remagen (Ortsbezirk 2)
- Auf Plattborn
- Büschmarhof
- Schloss Calmuth
- Forsthaus Erlenbusch
- Frohnhof
- Haus Ernich
- Herresberg
- Hotel Waldburg
- Hubertushof
- Kapellenhof
- Lützelbachhof
- Oberstental
- Schloss Marienfels
- Unkelbrückermühle
- Waldschlösschen
- Rolandseck (Teil aus Ortsbezirk 3)
- Rolandswerth (Ortsbezirk 5)
- Insel Nonnenwerth
- Rodderberg
- Rodderberghof
- Rolandsbogen
- Unkelbach (Ortsbezirk 6)

## Verbandsfreie Stadt Sinzig
Gemeindeteile in der Stadt Sinzig:
- Bad Bodendorf (Ortsbezirk)
- Franken (Ortsbezirk)
- Marienhof
- Koisdorf (Ortsbezirk)
- Heinrichshof
- Wendelinushof
- Löhndorf (Ortsbezirk)
- Gerhardshof
- Haus Ahlenforst
- Ilkenhof
- Lindenhof
- Schloss Vehn
- Sinzig (Ortsbezirk)
- Forsthaus Dachsbach
- Godenhaus
- Harbachsmühle
- Hennes-Schneider-Haus
- Hombüchel
- Schloss Ahrental
- Westum (Ortsbezirk)
- Beuler Hof
- Nikolaushof

## Verbandsgemeinde Adenau
Gemeinden und Gemeindeteile in der Verbandsgemeinde Adenau:
- Adenau, Stadt
  - Adenau
  - Am Schwallenberg
  - Breidscheid
  - Breidscheider-Hof
  - Exmühle
  - In der Leihwiese, Jagdhaus
- Antweiler
  - Alte Burg
  - Haus Ginsterberg
- Aremberg
  - Forsthaus Gierscheid
  - Landgut Kapellenberg
  - Lenzenhof
- Barweiler
  - Barweilermühle
  - Kottenbornermühle
- Bauler
- Dankerath
- Dorsel
  - Dorselermühle
  - Heidehöfe
  - Jagdhäuser
  - Stahlhütte
- Eichenbach
  - Frohnhofen
- Fuchshofen
- Harscheid
  - Am Steinkreuz
- Herschbroich
  - Alte Burg
  - Haus Brigitte
- Hoffeld
  - Waldhof
- Honerath
  - Am Ackerbusch
  - Donatushof
- Hümmel
  - Blindert
  - Bröhlingen
  - Marthel
  - Hümmel
  - Burscheid
  - Falkenberg
  - Hümmeler Mühle
  - Pitscheid
  - Heistert
- Insul
- Kaltenborn
  - Jammelshofen
  - Hohe Acht, Hotel
  - Kaltenborn
  - Herschbach
  - Hochacht
  - Mühlenhof
  - Hof vor Sayen
- Kottenborn
  - Unter dem Acker
- Leimbach
  - Gilgenbach
  - Adorferhof
  - Leimbach
  - Birnbachsmühle
  - Waldsiedlung
- Meuspath
  - Balkhausen
  - In der Stroth
  - Landgut Krebsbacherhof
- Müllenbach
  - Grube Rosalia
  - Heupenmühle
- Müsch
- Nürburg
  - Am Reckberg
  - Balkhausen
- Ohlenhard
  - Johannishof
- Pomster
  - Haus im Suhr
  - Kirmutscheidermühle
  - Steinbächerhof
- Quiddelbach
  - Quiddelbacher Höhe, Gaststätte
- Reifferscheid
- Rodder
  - Waldhof
- Schuld
- Senscheid
- Sierscheid
- Trierscheid
- Wershofen
  - Daubiansmühle
  - Kottenbornerhof
  - Laufenbacherhof
  - Wennefeldermühle
- Wiesemscheid
  - Schullandheim, Kinderheim
- Wimbach
  - In der Wirft
- Winnerath
  - Streitenau
- Wirft
  - Dreimüllerhof
  - Kirmutscheid
- Dümpelfeld
  - Dümpelfeld
  - Hahnensteinermühle
  - Lückenbach (Ortsbezirk)
  - Niederadenau (Ortsbezirk)

## Verbandsgemeinde Altenahr
Gemeinden und Gemeindeteile in der Verbandsgemeinde Altenahr:
- Ahrbrück
  - Ahrbrück
  - Brück
  - Pützfeld
  - An der Pützfelder Kapelle
  - Im Ahrbogen
- Altenahr
  - Altenahr
  - Altenburg
  - Am Bergwerk
  - Burtscheiderhof
  - Haus Sonnenschein
  - Kalenbornerhöhe
  - Rangshof
  - Reimerzhoven
  - Siedlung
  - Kreuzberg (Ortsbezirk)
  - Bachmühle
- Berg
  - Forsthaus Vilma Höhe
  - Freisheim
  - Häselingen
  - Ober-Krälingen
  - Unter-Krälingen
  - Vellen
  - Vischel
  - Weißerath
- Dernau
  - Im Hummeltal
  - Marienthal
  - Steinbergsmühle
- Heckenbach
  - Beilstein
  - Blasweiler
  - Cassel
  - Forsthaus Langhardt
  - Frankenau
  - Fronrath
  - Niederheckenbach
  - Oberheckenbach
  - Watzel
- Hönningen
  - Hönningen
  - Liersbachtal
  - Liers
- Kalenborn
  - Kalenbornerhöhe
- Kesseling
  - Kesseling
  - Steinerberghütte
  - Thomich
  - Weidenbach
  - Staffel
  - Haus Sonnenhard
- Kirchsahr
  - Binzenbach
  - Burgsahr
  - Hürnig
  - Winnen
- Lind
  - Lind
  - Obliers
  - Laubachshof
  - Plittersdorf
- Mayschoß
  - Bahnhof Mayschoß
  - Bergischer Hof
  - Laach
  - Lochmühle
- Rech

## Verbandsgemeinde Bad Breisig
Gemeinden und Gemeindeteile in der Verbandsgemeinde Bad Breisig:
- Bad Breisig, Stadt
  - Niederbreisig
  - Auf dem Hohen Rech
  - An der Glasfabrik
  - Haus Mohr
  - Kesselberg
  - Wohnplatz Weiler
  - Haus Rabenkopf
  - Goldene Meile
  - Oberbreisig
  - Heiligental
  - Lieshof
  - Mönchsheide
  - Auf Wallers
  - Josefshof
  - Rheineck
  - Burg Rheineck
  - Waldgut Rheineck
- Brohl-Lützing
  - Auf dem Eichholz (ehemalige Gemeinde Niederlützingen)
  - Haus Drei Birken (ehemalige Gemeinde Niederlützingen)
  - Haus Netz (ehemalige Gemeinde Niederlützingen)
  - Netzermühle (ehemalige Gemeinde Niederlützingen)
  - Schloss Brohleck (ehemalige Gemeinde Brohl)
  - Schweppenburg (ehemalige Gemeinde Niederlützingen)
  - Waldesruh (ehemalige Gemeinde Niederlützingen)
  - Zerwasmühle (ehemalige Gemeinde Niederlützingen)
- Gönnersdorf
  - Frauenbergerhof
  - Martinshof
  - Eichenhof
- Waldorf
  - Adamsmühle
  - Berghotel Iwelstein
  - Marienhöhe
  - Ockenfelsmühle

## Verbandsgemeinde Brohltal
Gemeinden und Gemeindeteile in der Verbandsgemeinde Brohltal:
- Dedenbach
- Königsfeld
  - Landgut Leyerhof
  - Ölmühle
- Niederdürenbach
  - Hain
  - Lochmühle
  - Niederdürenbach-Holzwiesen
- Niederzissen
  - Haus Waldfrieden
  - Kurheim Bausenberg
  - Rodder (ehemals Gemeinde Niederdürenbach)
- Oberdürenbach
  - Am Fuchskopf
  - Büschhöfe
  - Landgut Stockhof
  - Schelborn
- Oberzissen
  - Margaretenhof
- Schalkenbach
  - Landgut Schirmau
  - Mittelvinxt
  - Obervinxt
  - Untervinxt
- Brenk
  - Fußhölle
- Burgbrohl
  - Burgbrohl
  - Bad Tönisstein
  - Nonnsmühle
  - Schierbergsmühle
  - Lützingen
  - Haus Herchenberg
  - Weiler
  - Am Wingertsberg
  - Beunerhof
  - Buchholz
  - Buchholzer Mühle
  - Neubuchholz
- Galenberg
- Glees
  - Maria Laach
- Hohenleimbach
  - Alexanderhof
  - Lederbach
- Spessart
  - Hannebach
  - Heulingshof
  - Wollscheid
- Wassenach
  - Degensmühle, Wassenacher Mühle
- Wehr
  - Steinbergerhof
  - Welschwiesenmühle
- Weibern
  - Wabern
  - Weiberner Mühle
- Kempenich
  - Engeln (Ortsbezirk)
  - Appentalerhof
  - Buchhof
  - Kempenich
  - Burg Kempenich, Villa
  - Heidnerhof
  - Hommeshof
  - Kreuzwäldchen
  - Lärchenhof
  - Rottlandhöfe
  - Stefanshof